# Мурстаун (Нью-Джерсі)
Мурстаун (англ. Moorestown) — селище (англ. village) в США, в окрузі Берлінгтон штату Нью-Джерсі. Населення — 21 355 осіб (2020).

## Демографія
Згідно з переписом 2010 року, у селищі мешкало 20 726 осіб у 7450 домогосподарствах у складі 5624 родин. Було 7862 помешкання.
Расовий склад населення:
| - 84,5 % — білих - 6,4 % — чорних або афроамериканців - 6,0 % — азіатів - 0,1 % — корінних американців |

До двох чи більше рас належало 2,2 %. Частка іспаномовних становила 3,5 % від усіх жителів.
За віковим діапазоном населення розподілялося таким чином: 27,3 % — особи молодші 18 років, 56,5 % — особи у віці 18—64 років, 16,2 % — особи у віці 65 років та старші. Медіана віку мешканця становила 43,4 року. На 100 осіб жіночої статі у селищі припадало 91,0 чоловіків;  на 100 жінок у віці від 18 років та старших — 86,1 чоловіків також старших 18 років.
Середній дохід на одне домашнє господарство  становив 186 976 доларів США (медіана — 121 637), а середній дохід на одну сім'ю — 212 908 доларів (медіана — 155 435). Медіана доходів становила 104 033 долари для чоловіків та 74 907 доларів для жінок. За межею бідності перебувало 3,8 % осіб, у тому числі 2,8 % дітей у віці до 18 років та 2,0 % осіб у віці 65 років та старших.
Цивільне працевлаштоване населення становило 10 139 осіб. Основні галузі зайнятості: освіта, охорона здоров'я та соціальна допомога — 31,9 %, науковці, спеціалісти, менеджери — 12,6 %, виробництво — 10,6 %, роздрібна торгівля — 10,0 %.